# Mišo Trninić
Mišo Trninić (* 15. August 1984) ist ein ehemaliger bosnisch-österreichischer Fußballspieler.

## Karriere
Trninić begann seine Vereinskarriere in Österreich im Jahr Mai 1995 bei der SV Mattersburg. Im Alter von 15 Jahren debütierte er im Oktober 1999 gegen den FC Waidhofen/Ybbs für das Herrenteam in der Regionalliga. Zu Saisonende konnte er mit den Burgenländern in die zweithöchste Spielklasse aufsteigen. Sein Debüt in der zweiten Liga gab Trninić allerdings erst im April 2003, als er am 27. Spieltag der Saison 2002/03 gegen den SC Untersiebenbrunn in der 83. Minute für Herfried Sabitzer eingewechselt wurde. Zu Saisonende stieg er mit Mattersburg in die Bundesliga auf.
Nach dem Aufstieg in die Bundesliga wurde Trninić gänzlich in die Zweitmannschaft abgeschoben; in dieser war er bereits seit 1999 regelmäßig zum Einsatz gekommen. Danach folgten für ihn nur noch unterklassige Stationen. So spielte er von 2005 bis 2006 für den SV Antau und zwischen 2006 und 2007 für den ASK Horitschon. Danach war er noch für Draßburg, Sieggraben, Schwarzenbach, Wimpassing, Loipersbach und Kaisersdorf aktiv, ehe er im Sommer 2017 seine Laufbahn als Aktiver beendete, nachdem er davor bereits einige Zeit pausiert hatte.